# 神奈川県保育所一覧
神奈川県保育所一覧（かながわけんほいくしょいちらん）は神奈川県の保育所の一覧。

## 公立保育所

### 横浜市

#### 鶴見区
- 横浜市潮田保育園
- 横浜市芦穂崎保育園
- 横浜市馬場保育園
- 横浜市生麦保育園
- 横浜市駒岡保育園
- 横浜市鶴見保育園

#### 神奈川区
- 横浜市菅田保育園
- 横浜市神大寺保育園
- 横浜市西菅田保育園
- 横浜市松見保育園
- うちゅう保育園

#### 西区
- 横浜市南浅間保育園

#### 中区
- 横浜市錦保育園
- 横浜市山手保育園
- 横浜市竹之丸保育園

#### 保土ケ谷区
- 横浜市保土ヶ谷保育園
- 横浜市向台保育園
- 横浜市神戸保育園
- 横浜市岩井保育園
- 横浜市川島保育園
- 横浜市境木保育園
- 横浜市新桜ヶ丘保育園
- 横浜市天王町保育園

#### 磯子区
- 横浜市滝頭保育園
- 横浜市洋光台保育園
- 横浜市杉田保育園
- 横浜市東滝頭保育園
- 横浜市洋光台第二保育園

#### 青葉区
- 横浜市美しが丘保育園
- 横浜市千草台保育園
- 横浜市奈良保育園
- 横浜市もみの木台保育園
- 横浜市すすき野保育園
- 横浜市荏田保育園
- 横浜市荏田西保育園
- 横浜市荏田北保育園

#### 旭区
- 横浜市左近山保育園
- 横浜市川井宿保育園
- 横浜市ひかりが丘保育園
- 横浜市中希望が丘保育園
- 横浜市今宿保育園
- 横浜市善部保育園
- 横浜市白根保育園
- 横浜市西川島保育園
- 横浜市柏保育園
- 横浜市中尾保育園
- 横浜市若葉台保育園

#### 金沢区
- 横浜市金沢さくら保育園
- 横浜市釜利谷保育園
- 横浜市西柴保育園
- 横浜市南六浦保育園
- 横浜市北六浦保育園
- 横浜市並木保育園
- 横浜市並木第二保育園
- 横浜市並木第三保育園

#### 港北区
- 横浜市港北保育園
- 横浜市大曽根保育園
- 横浜市南日吉保育園
- 横浜市菊名保育園
- 横浜市太尾保育園
- 横浜市大倉山保育園
- 横浜市箕輪保育園
- 横浜市高田保育園
- 横浜市日吉西保育園
- 日吉みんなの保育園

#### 都筑区
- 横浜市大熊保育園
- 横浜市みどり保育園
- 横浜市中川西保育園
- 横浜市茅ヶ崎保育園
- 横浜市茅ヶ崎南保育園

#### 緑区
- 横浜市十日市場保育園
- 横浜市長津田保育園
- 横浜市竹山保育園
- 横浜市青砥保育園
- 横浜市鴨居保育園

#### 港南区
- 横浜市上大岡東保育園
- 横浜市日野保育園
- 横浜市笹下保育園
- 横浜市下永谷保育園
- 横浜市野庭保育園
- 横浜市南日野保育園
- 横浜市上永谷西保育園
- 横浜市上永谷東保育園
- 横浜市野庭第二保育園
- 横浜市港南台保育園
- 横浜市大久保保育園
- 横浜市笹下南保育園
- 横浜市港南台第二保育園

#### 栄区
- 横浜市飯島保育園
- 横浜市公田保育園
- 横浜市上郷保育園
- 横浜市桂台保育園

#### 瀬谷区
- 横浜市下瀬谷保育園
- 横浜市瀬谷第二保育園
- 横浜市中屋敷保育園
- 横浜市細谷戸保育園
- 横浜市二ツ橋保育園
- 横浜市宮沢保育園
- 横浜市阿久和保育園

#### 南区
- 横浜市清水ケ丘保育園
- 横浜市しろばら保育園
- 横浜市三春台保育園
- 横浜市永田保育園
- 横浜市井土ヶ谷保育園
- 横浜市六ツ川保育園
- 六ツ川西保育園
- 明徳乳児保育所

#### 戸塚区
- 横浜市舞岡保育園
- 横浜市川上保育園
- 横浜市汲沢保育園
- 横浜市南戸塚保育園
- 横浜市名瀬保育園
- 横浜市原宿保育園
- 横浜市俣野保育園

#### 泉区
- 横浜市北上飯田保育園
- 横浜市和泉保育園

### 川崎市

#### 川崎区
川崎地区
- 川崎市大島保育園
- 川崎市大島乳児保育園
- 川崎市新町保育園
- 川崎市西大島保育園

大師地区
- 川崎市大師保育園(平成22年度民営化予定)
- 川崎市観音町保育園
- 川崎市藤崎保育園
- 川崎市出来野保育園

田島地区
- 川崎市渡田保育園(H29年度民営化決定)
- 川崎市小田保育園
- 川崎市東小田保育園

#### 幸区
- 川崎市古市場保育園
- 川崎市古川保育園
- 川崎市北加瀬保育園
- 川崎市小倉保育園
- 川崎市河原町保育園
- 川崎市南加瀬保育園(民営化決定)
- 川崎市南河原保育園
- 川崎市東小倉保育園
- 川崎市小向保育園
- 川崎市夢見ケ崎保育園(H30年10月に移転予定)

#### 中原区
- 川崎市住吉保育園(平成22年度民営化予定)
- 川崎市玉川保育園(平成24年度民営化予定)
- 川崎市玉川乳児保育園(平成24年度民営化予定)
- 川崎市上小田中保育園
- 川崎市宮内保育園
- 川崎市平間保育園
- 川崎市平間乳児保育園
- 川崎市中丸子保育園
- 川崎市中原保育園
- 川崎市下小田中保育園
- 川崎市ごうじ保育園
- 川崎市西宮内保育園

#### 高津区
- 川崎市橘保育園
- 川崎市蟹ケ谷保育園
- 川崎市諏訪保育園
- 川崎市野川保育園
- 川崎市末長保育園
- 川崎市西高津保育園
- 川崎市津田山保育園
- 川崎市上作延保育園
- 川崎市子母口保育園
- 川崎市千年保育園
- 川崎市坂戸保育園(平成22年度民営化予定)
- 川崎市梶ケ谷保育園

#### 宮前区
- 川崎市向丘保育園
- 川崎市向丘乳児保育園
- 川崎市有馬保育園
- 川崎市西有馬保育園
- 川崎市菅生保育園
- 川崎市宮崎保育園(平成22年度民営化予定)
- 川崎市南菅生保育園
- 川崎市平保育園
- 川崎市中有馬保育園
- 川崎市馬絹保育園
- 川崎市土橋保育園

#### 多摩区
- 川崎市中野島保育園
- 川崎市中野島乳児保育園
- 川崎市宿河原保育園(平成22年度民営化予定)
- 川崎市生田保育園
- 川崎市生田乳児保育園
- 川崎市菅保育園
- 川崎市三田保育園
- 川崎市西宿河原保育園
- 川崎市東中野島保育園
- 川崎市土渕保育園
- 川崎市南生田保育園

#### 麻生区
- 川崎市百合丘保育園
- 川崎市上麻生保育園
- 川崎市高石保育園
- 川崎市虹ケ丘保育園
- 川崎市下麻生保育園
- 川崎市白山保育園

### 藤沢市
- しぶやがはら保育園
- 湘南台保育園
- あずま保育園
- またの保育園
- 善行保育園
- 善行乳児保育園
- 小糸保育園
- 明治保育園
- 辻堂保育園
- 高山保育園
- 柄沢保育園
- 藤が岡保育園
- 藤沢保育園
- 鵠沼保育園
- 高砂保育園
- 浜見保育園

### 鎌倉市
- 由比ガ浜保育園
- 腰越保育園
- 深沢保育園
- 大船保育園
- 岡本保育園

## 私立保育所

### 横浜市

#### 鶴見区
- 矢向保育園
- 総持寺保育園
- 市場保育園
- 杉山神社保育園
- みつる保育園
- 鶴見乳幼児福祉センター保育園
- 東漸保育園
- 花園保育園ベビーホーム
- 上末吉白百合保育園
- ヨコハマさくら保育園
- わおわお保育園
- YMCAつるみ保育園
- 末吉にこにこ保育園
- 駒岡こども園
- Jキッズ・プラネットJR鶴見保育園
- 鶴見あけぼの保育園
- 実遊中央保育園
- 末吉いづみ保育園
- わくわくの森保育園
- 鶴見乳幼児福祉センター保育園分園「入船の森」
- みつばち保育園

#### 神奈川区
- 聖徳保育園
- 三ツ沢保育園
- 浦島保育園
- 神ノ木保育園
- あおぞら保育園
- 母子育成会横浜乳児保育所
- 小鳩保育園
- めばえ横浜保育園
- 白百合乳児保育園分園あかいやね
- 白幡保育園
- 西寺尾保育園
- 羽沢保育園
- あおぞら第2保育園
- うちゅう保育園たんまち
- 保育園こりす
- YMCA東かながわ保育園

#### 西区
- トキワ保育園
- さくら愛児園
- 利正寺保育園
- 浅間幼育園
- むつみ愛児園
- つくし愛児園
- 平沼保育園
- あそびの杜保育園

#### 中区
- 高風保育園
- 山元町保育園
- ことぶき保育園
- 寿福祉センター保育所
- 打越保育園
- 馬車道保育園
- 新山下二丁目保育所
- うちゅう保育園やまて

#### 保土ケ谷区
- 千丸台保育園
- 霞台保育園
- 西谷保育園
- 和田愛児園
- 笹山保育園
- 桜ケ丘保育園
- 明神台保育園
- ダイアナ保育園
- 星川ルーナ保育園
- あかいとり保育園
- 合歓の木保育園
- 昴保育園

#### 磯子区
- 杉田幼児園
- 森幼児園
- 日枝幼児園
- 岡村幼児園
- 横浜ナーサリー
- 屏風ケ浦保育園
- 金剛保育園
- 汐見台愛育園
- つくしんぼ保育園
- ペガサスわくわくランド
- 洋光台中央福澤保育センター
- 新杉田のびのび保育園
- 根岸星の子保育園

#### 青葉区
- 柿の木台保育園
- 小桜愛児園
- しらとり台保育園
- りんどう保育園
- シャローム保育園
- もみじ保育園
- もみじ第二保育園
- 青葉保育園
- たまプラーザもみじ保育園
- あかね台光の子保育園
- みどり乳児園
- もみじ保育園藤が丘もみじ保育センター
- ベネッセチャイルドケアセンター市ヶ尾
- スターチャイルド江田ナーサリー
- しらとり台保育園さつきが丘
- 市が尾こどものいえ保育園
- ピッピ保育園
- ろりぽっぷ邑横浜
- 青葉フレール保育園
- いずみ青葉台保育園
- 青葉台保育園
- エンゼルベアあざみ野保育園

#### 旭区
- 鶴ケ峰保育園
- マヤ保育園
- 土と愛子供の家保育所
- ひまわり愛児園
- まきが原愛児園
- ちとせ保育園
- キッズビレッジつくし保育園
- 土と愛子供の家保育所第2ひかりが丘小学校内分園
- あっぷる保育園鶴ヶ峰
- 上の原保育園
- わかばの森保育園
- 明徳二俣川保育園
- ポプラ保育園

#### 金沢区
- あおぞら谷津保育園
- 金沢愛児園
- 聖星保育園
- わかくさ保育園
- きらら保育園
- YMCAマナ保育園
- 明徳釜利谷保育園
- 金沢ふたば保育園
- 京急キッズランド金沢文庫保育園
- かのん保育園
- 金沢ぴよっこ保育園
- しののめ保育園
- わらべシーサイド保育園
- ゆめ和柳町ほいくえん
- にじいろ保育園サクセス金沢文庫

#### 港北区
- 岸根保育園
- 平和台幼児園
- 菊名愛児園
- 尚花愛児園
- 大綱保育園・おおつな森の保育園
- 第二福澤保育センター
- ペガサスベビー保育園
- くっくおさんぽ保育園
- ポピンズナーサリー小机
- なあな保育園
- ペガサス新横浜保育園
- ペガサス夜間保育園
- マーマしのはら保育園
- 保育室わおわお大倉山園
- 森のエルマー保育園
- 日吉こども園
- パレット保育園・綱島
- 森の樹保育園
- 日吉本町開善保育園
- 聖保育園
- おおつな森の保育園
- くっくおさんぽ保育園大倉山
- よこはまりとるぱんぷきんず
- オハナ新羽保育園
- 日吉東開善保育園
- ゆめみらい保育園

#### 都筑区
- 勝田保育園
- 中川保育園
- 川和保育園
- 池辺保育園
- 第二しらとり台保育園
- つづきルーテル保育園
- すくすく保育園
- ナーサリーつづき
- やまた保育園
- 都筑ひよこ保育園
- つづき保育園
- パレット保育園・センター南
- マーマセンター北保育園
- ゆうゆうのもり保育園
- ペアレントサポートセンターエクレス子供の家
- よこはま夢保育園

#### 緑区
*保育園マナ・マナ・ハウス
- バオバブ霧が丘保育園
- 田奈保育園
- 寺山保育園
- 新治保育園
- 長津田幼兒アカデミー
- 福澤保育センター
- 八朔乳児保育園
- 小山保育園
- パレット保育園・長津田
- 森の台保育園
- みなみ台保育園
- みどりさくら保育園
- そよかぜ保育園
- みどり寺山保育園
- 十日市場こども園
- 長津田こども園
- 十日市場のぞみ保育園

#### 港南区
- 丸山台保育園
- 港南はるかぜ保育園
- 港南つくしんぼ保育園
- 京急キッズランド上大岡保育園
- 育美保育園
- 上大岡ゆう保育園
- 赤い屋根保育園
- SUNはるかぜ保育園
- つばさ保育園
- オハナ上永谷保育園
- キッズプラザアスク上大岡園

#### 栄区
- かつら愛児園
- 大船ルーテル保育園
- やまゆり保育園
- エミールの森ひよこ保育園
- 大船ルーテル保育園分園
- かさまの杜保育園

#### 瀬谷区
- 鳩の森愛の詩瀬谷保育園
- 瀬谷愛児園
- 第二瀬谷愛児園
- そうてつ保育園GENKIDS瀬谷
- 瀬谷中央保育園
- シャローム三育保育園

#### 南区
- 六ツ川西保育園
- 久良岐保育園
- 中村愛児園
- 南愛児園
- 南龍幼児園
- 明徳乳児保育所
- 別所保育園
- 六ツ川台保育園
- 六ツ川みどり保育園
- 睦町保育園
- くらき永田保育園
- みなみマーノ保育園
- 京急キッズランド井土ヶ谷駅保育園

#### 戸塚区
- 秋葉保育園
- 戸塚愛児園
- 聖母の園保育園
- レインボー保育園
- ことは保育園
- 松みどり保育所
- わかば保育園
- YMCAとつか保育園
- YMCAとつか乳児保育所
- 芙蓉保育園
- ちゃいれっく東戸塚駅前保育園
- くすのき保育園
- 東戸塚こども園
- ちゃいれっく前田町保育園
- おおぞらひまわり保育園
- とつかルーテル保育園
- YMCA東とつか保育園
- にじいろ保育園サクセス東戸塚
- 戸塚みどり保育園
- キッズプラザアスク戸塚園

#### 泉区
- 白百合愛児園
- 横浜ルンビニー保育園
- くるみ保育園
- 御霊神社保育園
- ふたば保育園
- 白梅保育園
- いちょう保育園
- 中田保育園
- 横浜文化保育園
- 鳩の森愛の詩保育園
- 鳩の森愛の詩あすなろ保育園
- 緑園なえば保育園
- 領家キッズ保育園
- YMCA山手台保育園アルク
- そうてつ保育園GENKIDS緑園都市
- YMCAいずみ保育園
- 苗場保育園
- もも保育園
- 立場エンゼル保育園
- そうてつ保育園GENKIDSいずみ中央

### 川崎市

#### 川崎区
川崎地区
- 川崎乳児保育所
- 夜間保育所「あいいく」(夜間保育所)
- のぞみ保育園
- ゆめいく日進町保育園
- あすいく保育園
- 京町いづみ保育園
- 川崎あおぞら保育園(小規模認可保育所)

大師地区
- 東門前保育園
- よつば保育園
- かわなかじま保育園(公設民営)

田島地区
- 聖美保育園
- 川崎愛泉保育園
- 桜本保育園

#### 幸区
- 塚越保育園(公設民営)
- YMCAかわさき保育園
- どりーむ保育園
- つくし保育園
- にじいろ保育園 新川崎
- 保育園フェリチッタ(小規模認可保育所)

#### 中原区
- 小田中保育園(公設民営)
- 小田中乳児保育園(公設民営)
- 多摩保育園
- 新日本保育園
- 長寿保育園
- 木月保育園
- 井田保育園
- すみれ保育園
- 南平間保育園(公設民営)
- 茶々いまい保育園
- キッズプラザアスク新丸子保育園
- ベネッセチャイルドケアセンター武蔵小杉
- こすぎっこ保育園(小規模認可保育所)
- 元住吉わおわお保育園(小規模認可保育所)
- まるこ保育園(小規模認可保育所)
- キッズプラザアスク上小田中保育園(小規模認可保育所)

#### 高津区
- 川崎市みぞのくち保育園(公設民営)
- 二子保育園
- 下作延中央保育園(公設民営)
- 川崎市たちばな中央保育園(公設民営)
- くじ保育園(公設民営)
- レッツびー梶ヶ谷保育園
- YMCAたかつ保育園
- すこやか高津保育園
- スターチャイルド《KSPナーサーリー》(小規模認可保育所)
- 津田山きらら保育園(小規模認可保育所)
- このはな保育園(小規模認可保育所)
- キッズプラザアスク高津保育園(小規模認可保育所)
- レッツ・びー溝の口保育園(小規模認可保育所)

#### 宮前区
- 野川南台保育園
- こどものいえもも保育園
- さぎ沼なごみ保育園
- 宮前平保育園(公設民営)
- キッズプラザアスクさぎぬま保育園(小規模認可保育所)

#### 多摩区
- 稲田保育園
- 厚生館愛児園
- 龍厳寺保育園
- ひばり保育園
- 第二厚生館愛児園
- なごみ保育園
- 星の子愛児園
- KFJ多摩なのはな保育園
- ひばりっこくらぶ保育園
- 太陽の子保育園
- ハグミーナーサリー
- そらまめ保育園(小規模認可保育所)

#### 麻生区
- 柿生保育園
- すぎのこ保育園
- あさのみ保育園
- はるひ野保育園
- 小田急ムック新百合ヶ丘園
- 白鳥保育園(公設民営)
- 五月台ルミナス保育園

### 藤沢市
- わかたけ保育園
- 御所見保育園
- 神愛保育園
- 遠藤保育園
- 六会保育園
- 神明保育園
- 富士見保育園
- 白旗保育園
- 村岡保育園
- 下土棚保育園
- 二葉保育園
- 亀井野保育園
- 大庭保育園
- 五反田保育園
- 高谷保育園
- ときわぎ保育園
- ベビー・センター保育園
- 神明保育園（分園）
- すくすく保育園
- 五反田保育園（分園）
- 保育園キディ

### 鎌倉市
- 鎌倉浄明寺雲母保育園
- うちゅう保育園かまくら
- 保育所のぞみ
- 富士愛育園
- 鎌倉おなり保育園
- 佐助保育園
- 梶原の森たんぽぽ保育園
- 寺分保育園
- 山崎保育園
- たんぽぽ共同保育園
- まんまる保育園
- ピヨピヨ保育園
- 北鎌倉保育園　さとの森
- 大船ひまわり保育園
- 大船ひまわり保育園分園
- 保育園みつばち
- 聖アンナの園
- プレップおおぞら保育園
- 清心保育園
- グローバルキッズ大船園
- こばとナーサリー
- オランジェ分園SPROUT
- オランジェ
- 岩瀬保育園
- 明照フラワーガーデン保育園

### 足柄下郡
- 石田保育園（社会福祉法人・真鶴町認可保育園）
- 貴船愛児園（一般財団法人貴船会・真鶴町認可保育園）